# 15 octobre 2006
Le dimanche 15 octobre 2006 est le 288e jour de l'année 2006.

## Décès
- Derek Bond (né le 26 janvier 1920), actrice britannique
- Eddie Blay (né le 9 novembre 1937), boxeur ghanéen
- Jean Sadyn (né le 21 avril 1924), écrivain français
- Matsuzawa Yutaka (né le 2 février 1922), peintre japonais

## Événements
- Les résultats du premier tour de scrutin présidentiel, lors des élections générales équatoriennes indiquent que le magnat de la banane Álvaro Noboa affrontera son rival de gauche, l'économiste Rafael Correa dans un second tour à la présidence du pays en novembre prochain.
- L'élément chimique au numéro atomique 118, désigné de façon temporaire Ununoctium, a été synthétisé à Dubna, en Russie.
- Découverte de (175586) Tsou
- Découverte de (181483) Ampleforth
- Découverte de (187514) Tainan
- Découverte de (255989) Dengyushian
- Début de la Clásico RCN 2006
- Fin de la mini série Jane Eyre
- Séisme de 2006 à Hawaï
- Fin de la tempête tropicale Norman